# چیسترنینو
چیسترنینو (به ایتالیایی: Cisternino) یک کومونه در ایتالیا است که در استان بریندیزی واقع شده‌است. چیسترنینو ۵۴ کیلومتر مربع مساحت و ۱۲٬۰۵۲ نفر جمعیت دارد و ۳۹۲ متر بالاتر از سطح دریا واقع شده‌است.

## خواهرخوانده
شهر کروزلنژان خواهرخواندهٔ چیسترنینو هست.